# Битка код Суфетула
Битка код Суфетула одиграла се 647. године између Арапских-муслиманских санага Рашидунског калифата и Византијског Егзархата Африке.

## Позадина
Егзархат Африке био је у унутрашњим превирањима услед сукоба који је избио између већинског православног становништва оданом одлуци Халкедонског сабора и заступника монотелитизма, који је био покушај помирења православаца и монофизита који је осмислио и промовисао цар Ираклије 638. год.
У периоду од 642–643. год, Арапи су заузели Киренајку и источну половину Триполитаније , Заједно са Триполијем. Била је то само наредба калифа Омара (в. 634–644) која је зауставила њихово даље напредовање на запад.
Године 646, егзарх Григори Патриције подигао је побуну против цара Констанса II. Очигледан повод за ово била је његова каснија подршака Монотелитизму, али је несумњиво била и реакција на муслиманско освајање Египта и претњу коју је оно представљало по византијску Африку. Изгледа да је побуна нашла широког одзива међу грађанима, не само међу романизованим становништвом африке, већ и међу берберима у унутрашњости.

## Битка
Године 647, Омаров наследник Усман наредио је Абдулаху ибн Саду да нападне Егзархат са снагама од 20 00 људи. Муслимани су напали западну Триполитнију и напредовали до северне границе визатијске провинције Бизацена. Григориоје се суочио са Арапима након њиховог повратка у Сефетулу , али је био побеђен и убијен. Агапије од Хијераполиса и неки сиријски извори тврде, да је преживео пораз и побегао у Константнинопољ, где се измирио са Констансом, али већина савремених историчара прихвата као тачне податке из арапских хроника о његовој смрти у бици. Арапски извори тврде и да су Арапи заробили Григориеву ћерку, која се борила на страни свога оца. Она је поведена назад у Египат као део ратног плена, али је за време марша пала са своје камиле, и на лицу места је убијена.

## Последице
Након Григоријеве смрти, Арапи су похарали Сафетулу и извршили поход широм цело Егзархата, док су се Византијци повукли у своја утврђења. Неспособни да униште византијска утврђења, и задовољни огромним размерама пљачке кје су спровели, Арапи су пристали да се повуку у замену за исплату изузетно великог откупа у злату.
Упркос томе да овај арапски напад није био праћен другим нападима у неко догледно време, и поновном успостављању веза са Константинопољем, визнтијска владавина над Африком била је уздрмана до својих самих корена григоријевом побуном и арапском победом. Берберска племена појединачно су отказала верност царству, а изгледа да је и већина Јужног Туниса успела да се извуче ван контроле Картагине.Тако је битка код Суфетулеа " крај, који је мање више већ био близу, али незбежан, византијске доминације у Африци.